# Kintetsu Express
K.K. Kintetsu Express (jap. 近鉄エクスプレス, Kabushiki kaisha Kintetsu Ekusupuresu, engl. Kintetsu World Express, Inc., kurz: KWE) ist ein japanisches Luftfrachtunternehmen bzw. Airforwarder. Das Unternehmen ist eine Tochtergesellschaft der Bahngesellschaft Kintetsu. Seit 1969 hat KWE zahlreiche Niederlassungen weltweit aufgebaut.
Das Unternehmen hat seinen Ursprung in 1948, als die Bahngesellschaft Kintetsu eine IATA-Zulassung zum Lufttransport von Frachtgut und Passagieren erhielt – zum Passagierverkehr wurde 1955 das Unternehmen Nippon Tourist (heute Kinki Nippon Tourist) gegründet. 1970 wurde der Frachttransport-Geschäftsbereich als Kintetsu Kōkū Kamotsu K.K. (近鉄航空貨物株式会社) ausgegliedert. 1989 erfolgte die Umbenennung in Kintetsu Express.
2015 übernahm Kintetsu Express die singapurische APL Logistics.